# Plaza de la Cruz Verde (Madrid)
La plaza de la Cruz Verde es una plaza de la ciudad española de Madrid, situada en el barrio de Palacio, perteneciente al distrito Centro, y que se ubica entre la calle de Segovia y la de la Villa.

## Historia

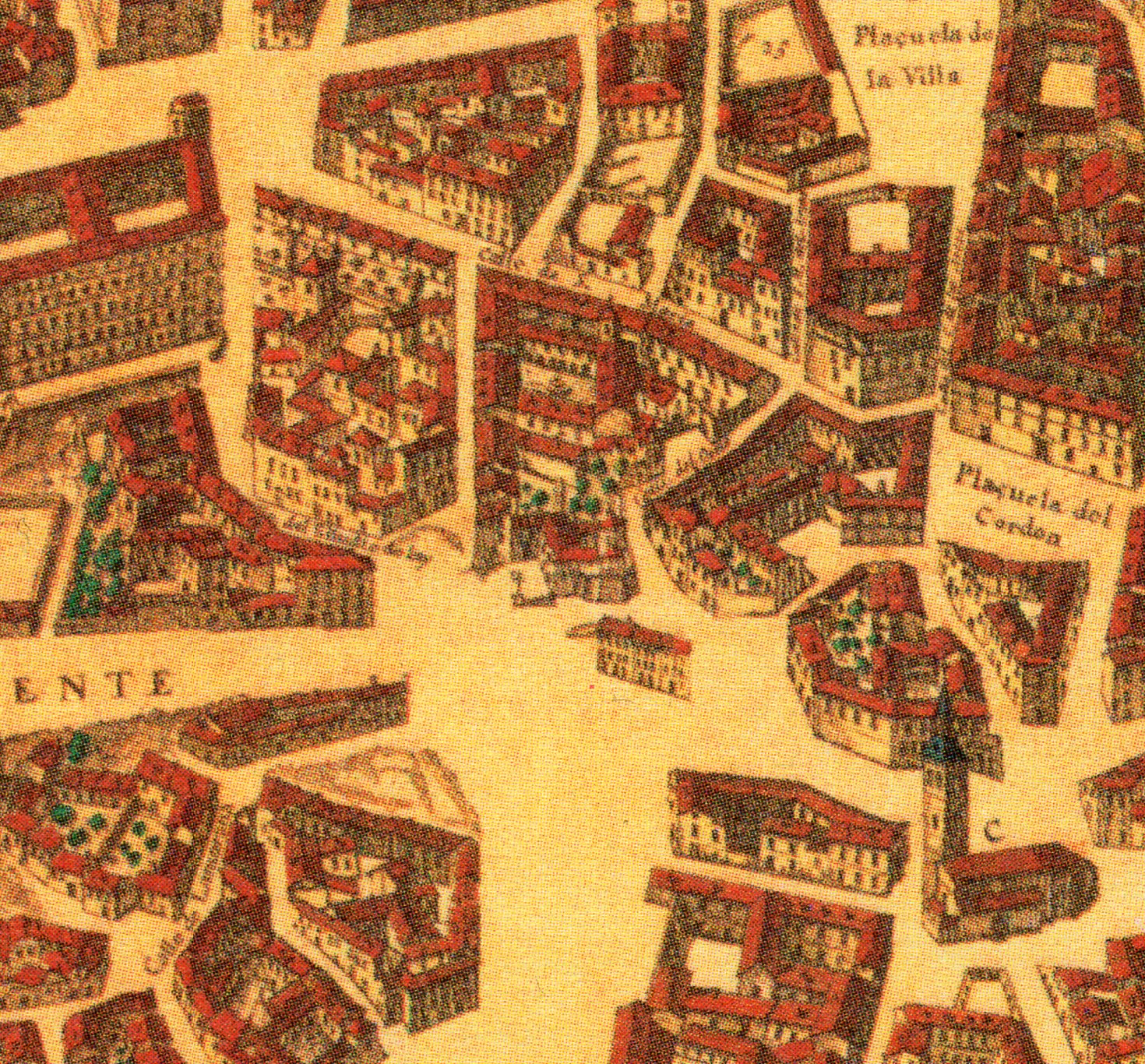
Plaza en el plano de Texeira de 1656.

Se encuentra situada entre la calle de Segovia y la calle de la Villa. En el plano de Texeira de 1656 no tiene denominación, mientras que en el de Antonio Espinosa de los Monteros de 1769 presenta ya la forma y nombre actuales. A ella afluye la calle del Rollo.
Según la tradición el lugar ocupado por la plaza era antiguamente un cerrillo donde se verificarían autillos de la Inquisición, y en memoria del último, que habría tenido lugar en tiempos del rey Felipe II, se habría colocado una gran cruz de madera, pintada de verde, que desaparecería con el paso del tiempo.
En la plaza se encontraba una fuente del Viaje bajo Abroñigal, construida en 1850, aprovechando para su adorno la estatua de Diana que existía en la fuente de Puerta Cerrada. En el número 1 residió el arquitecto Ventura Rodríguez.